# Zundert
Zundert  (anche noto con la traslitterazione francese di Sundert) è un comune olandese di 21 098 abitanti situato nella provincia del Brabante Settentrionale.
È celebre agli amanti dell'arte per essere il luogo di nascita del grande pittore Vincent van Gogh, la cui casa natale (demolita nel 1903 e successivamente ricostruita) è ancora visibile sulla piazza principale.

## Storia
Il nome di Zundert è menzionato per la prima volta in un certificato del 1157, in cui il vescovo di Liegi, conferma una donazione dal luogo "Sunderda". Sunderda si riferisce in realtà all'attuale insediamento di Klein-Zundert ("Piccola Zundert"), uno dei primi insediamenti nell'area. 
I monaci locali, oltre al loro lavoro religioso, si occupavano anche di bonificare il terreno che era ancora aspro, ricco di paludi, torbiere e campi di brughiera.
Zundert è ancora circondata da un ambiente rurale con varie aree naturali, una di queste è la "Buissche Heide", una zona di brughiera utilizzata per il tempo libero e le passeggiate. Nelle vicinanze si trova anche il Kalmthoutse Heide, oltre il confine con il Belgio.
Durante la seconda guerra mondiale Zundert, Achtmaal, Wernhout e Klein-Zundert furono liberati durante l'offensiva alleata, avente il nome di Operazione Fagiano, il 27 ottobre. Zundert e Klein-Zundert furono liberate dal 413º reggimento di fanteria della 104ª divisione di fanteria (Timberwolf).
A poca distanza dal paese si trova un'antica osteria chiamata "In Den Anker", che ha la licenza più antica dei Paesi Bassi. Originariamente risale al 1635, ma fu ricostruita nel 1913.

## Architetture religiose
Nel comune è ubicata l'Abbazia Maria Toevlucht ove viene prodotta la birra Zundert Trappist, una delle 11 birre trappiste riconosciute dall'Associazione Internazionale Trappista.

## Note

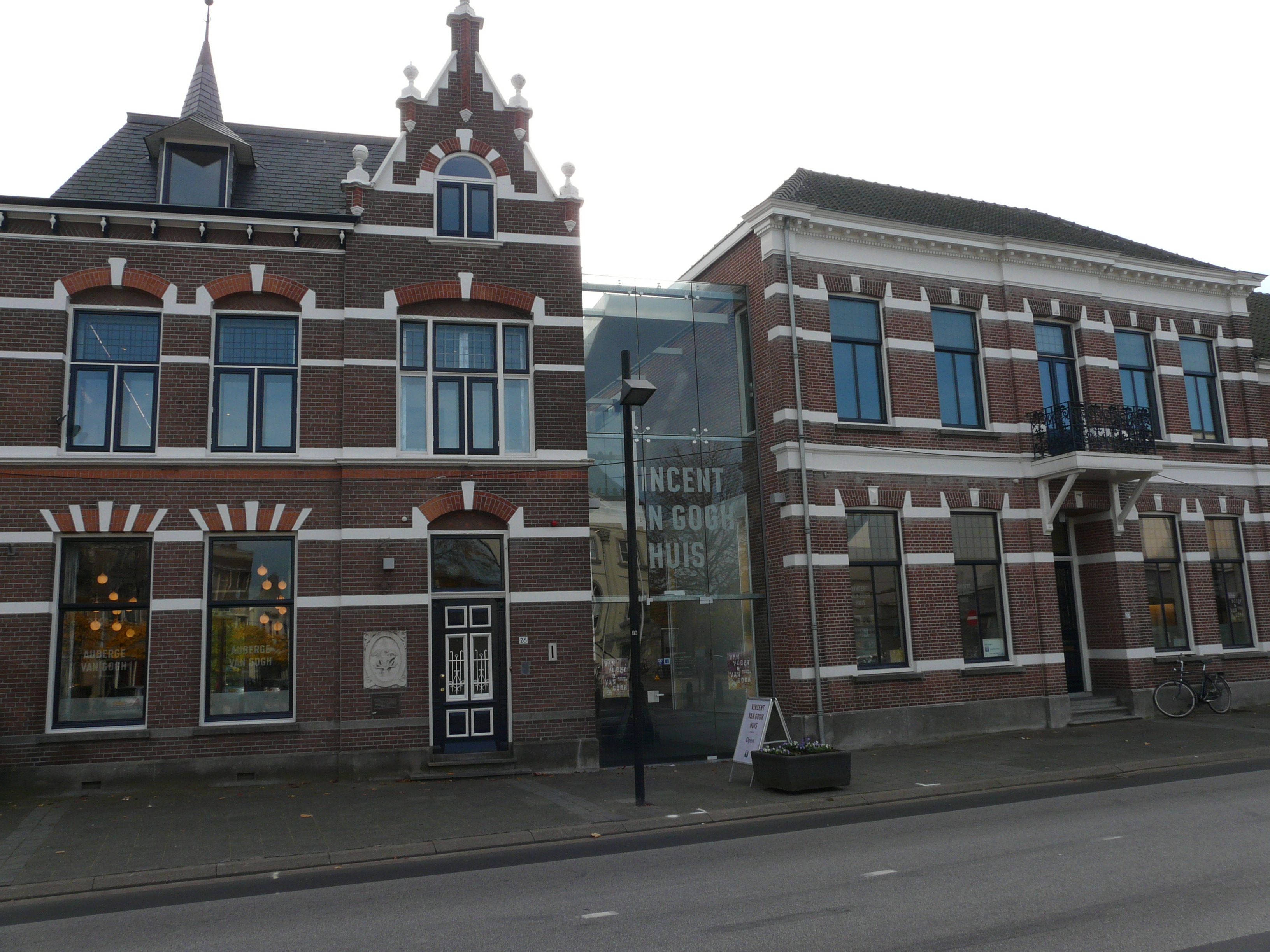
La casa di Van Gogh nel 2009